# Spring Break fatal
Pour plus de détails, voir Fiche technique et Distribution.
Spring Break fatal (Gone Missing) est un téléfilm dramatique américain réalisé par Tara Miele, diffusé en 2013.

## Synopsis
Kaitlin et Maddy achèvent leurs études. Dès la prochaine rentrée, elles partiront étudier à l'université. Kaitlin a la tête sur les épaules. Mais sa mère pourtant n'a pas confiance en sa fille, de son côté, Maddy est plus frivole mais sa mère ne voit rien à redire aux folies qu'elle s'autorise. Toutes quatre vont passer le week-end du fameux <Spring Break > dans un hôtel de San Diego. Les deux mères de familles ne se doutent absolument pas que la sage Kaitlin compte y retrouver Alex, qui lui est déjà étudiant. Lorsque la jeune femme est surprise en train de boire de l'alcool, elle est consignée dans sa chambre. Le lendemain matin, Kaitlin et Maddy ont subitement disparu.....? 
L'enquête menée par deux mères pour retrouver leurs filles de dix-huit ans, disparues à San Diego durant les vacances scolaires, alors qu'elles s'étaient rendues à un Spring Break...

## Fiche technique
- Titre original : Gone Missing
- Titre provisoire : Vanished
- Titre français : Spring Break fatal
- Réalisation : Tara Miele
- Scénario : Bryan Dick
- Direction artistique : Carlos Osorio
- Costumes : Tina Zepeda
- Photographie : Brett Juskalian
- Montage : Phil Norden
- Musique : Kim Carroll
- Production : Andrew C. Erin, Tosca Musk et Jina Panebianco
- Sociétés de production : Protocol Entertainment et Vanished Prods
- Société de distribution : MarVista Entertainment
- Pays d’origine :  États-Unis
- Langue originale : anglais
- Format : couleur
- Genre : drame
- Durée : 90 minutes
- Dates de diffusion :
  - États-Unis : 15 juin 2013sur Lifetime[1]
- France : 4 novembre 2013 sur TF1

## Distribution
- Daphne Zuniga : Rene
- Lauren Bowles : Lisa
- Brigette Davidovici : Kaitlin
- Gage Golightly : Maddy
- Nicholas R. Grava : Kennedy
- James Martin Kelly (en) : l’agent Benton
- Alejandro Patino : Martin Guzman
- Brock Harris : Alex
- Hunter Garner : Dylan
- David Stifel : Willie
- Jonny Cruz (en) : Victor
- Arturo del Puerto : Gabe

## Accueil
Le téléfilm a été vu par 1,722 million de téléspectateurs lors de sa première diffusion américaine.